# Arthur Holmwood
El Honorable Arthur Holmwood (después Lord Godalming) es un personaje ficticio en la novela Drácula de Bram Stoker.
Del personaje Arthur Holmwood de la novela original de Drácula, fueron inspirados los personajes Shipowner Harding y Friedrich Harding para la película Nosferatu: Una sinfonía del horror de 1922 y su remake de 2024 Nosferatu.

## Biografía
Él está comprometido con Lucy Westenra, y es el mejor amigo de los otros dos hombres que se le declararon el mismo día: Quincey Morris y el doctor John Seward. En la novela él es el encargado de clavar la estaca de madera a Lucy después de que ella se convierte en una vampira y ayuda a perseguir al Conde Drácula. A mitad de la narración, el padre de Holmwood muere, y el hereda el título de Lord Godalming. Se menciona en una nota al final de la novela que siete años después de la muerte de Drácula, Holmwood se encuentra felizmente casado.
Es de interés notar que Holmwood y Jonathan Harker intercambian de personalidad dependiendo de la relevancia de la persona que está siendo víctima del Conde Drácula. En principio, Holmwood es emocional y propenso a arranques de depresión, mientras que Jonathan intenta mantenerse fuerte y se recupera después su estancia en el castillo de Drácula. Después de la muerte del padre del Holmwood, este gana un poco de fuerza de voluntad, acorde a su nuevo título, mientras que Jonathan constantemente se desmoraliza cuando su esposa es aterrorizada por el maligno Conde Drácula.

## En otros medios

### En Pantalla

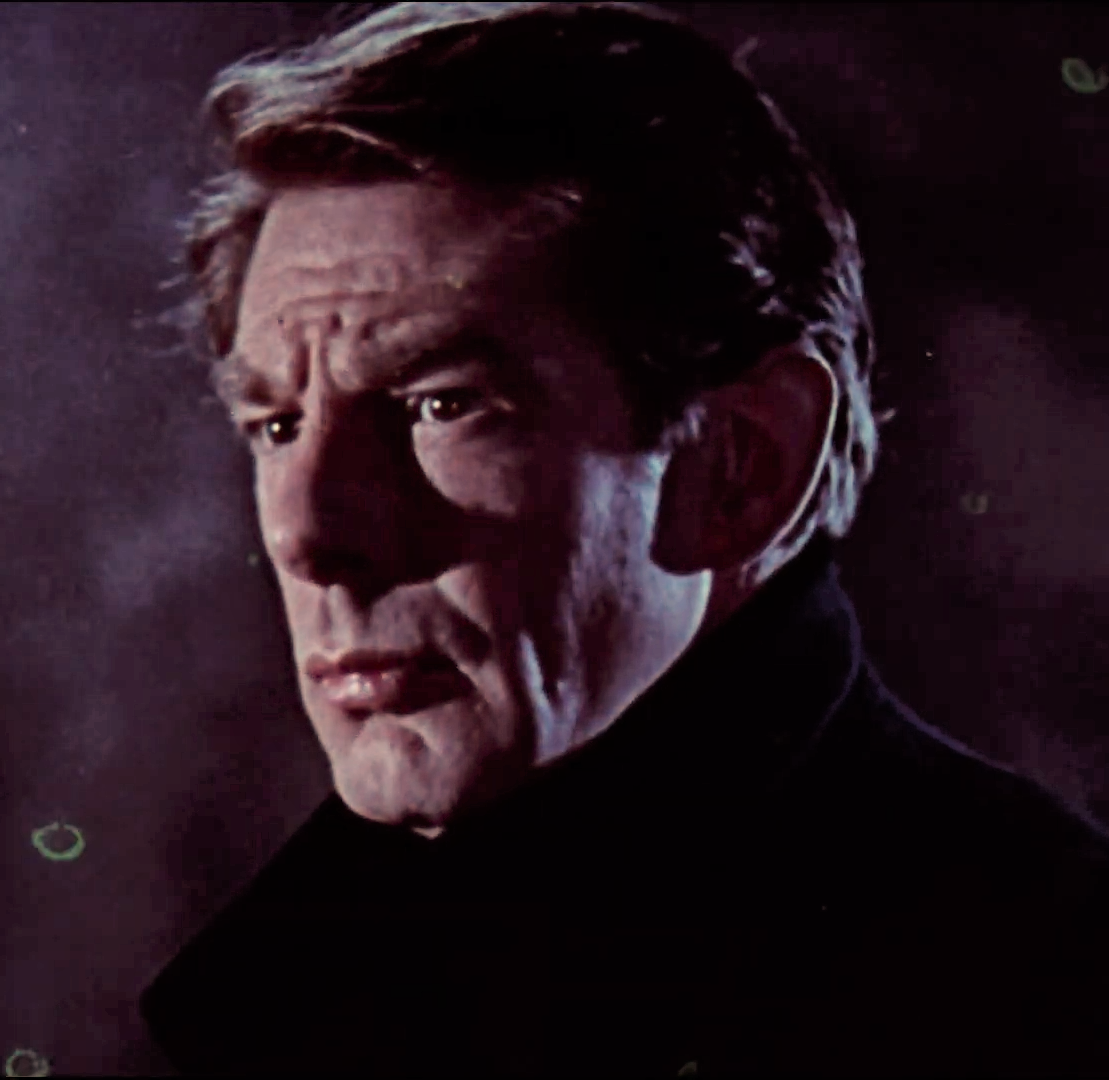
Holmwood interpretado por Michael Gough en Dracula (1958)

Aunque es uno de los personaje protagónicos en la novela, Arthur Holmwood a menudo ha sido omitido de las adaptaciones de la historia. En la adaptación de 1977 Conde Drácula, combina con el personaje de Quincey Morris y rebautizado como Holmwood Quincey. 
En la adaptación de 2006 Drácula, Holmwood está lejos de ser personaje protagónico de lo que es en la novela y se le interpreta en una forma mucho más negativa. Hasta la fecha ha sido interpretado en cine y televisión por :
- Cahit Irgat (renombrado como Turan) en Drakula İstanbul'da (Dracula in Istanbul (1953) donde es el prometido de Şadan (Lucy) en la Turquía de 1950 y él le clava una estaca cuando se convierte en vampiresa.
- Michael Gough en Drácula (1958). Personaje principal, el hermano de Lucy y el esposo de Mina.
- Jiří Zahajský en Hrabe Drakula (1971) - donde se le retrata fielmente a su contra parte en la novela.
- Simon Ward en Drácula (1973). Personaje importante, que junto con Van Helsing derrota a Drácula.
- Richard Barnes (renombrado como Quincey Holmwood) en Conde Drácula (1977).
- Cary Elwes en Drácula de Bram Stoker (1992). Lo retratan fielmente a su contra parte en la novela.
- Conrad Hornby en Drácula (2002).
- Stephane Leonard en Drácula: Páginas del diario de una virgen (2002).
- Kishore (renombrado como Ady) en Drácula (2005) - una serie de televisión india en Asianet.
- Dan Stevens en Drácula (2006). Holmwood es un personaje más importante aquí de lo que es en la novela y es retratado mucho más negativamente, ayudando a Drácula a viajar a Inglaterra en la creencia de que Drácula puede curarlo de la sífilis que le impide consumar su matrimonio con Lucy.
- Aaron Taylor-Johnson (renombrado como Friedrich Harding)[2] en la película Nosferatu (2024). Esposo de Anna Harding y padre de dos niñas. Mejor amigo de Thomas Hutter y un escéptico de los vampiros. El Conde Orlok mata a su familia, y este, enloquecido por el dolor, muere a causa de la peste mientras comete necrofilia con el cadáver de su esposa.

### En el escenario
- Arthur Holmwood aparece en Dracula, the Musical de Frank Wildhorn. Aquí su interpretación es fiel a la novela. Fue interpretado por Chris Hoch en la producción de Broadway del musical.
- Arthur Holmwood fue interpretado por Matthew Koon en la producción de 2019 Northern Ballet de Drácula de David Nixon. La producción se grabó y mostró en los cines del Reino Unido en Halloween y luego se transmitió en BBC4 en 2020.[3]

### Otros Medios
- En la producción de radiofónica del Mercury Theatre de 1938, Drácula, el personaje del Holmwood se combinó con el de John Seward y renombrado como Arthur Seward. Fue interpretado por Orson Welles, quien también interpretó a Drácula en la adaptación.
- Dracula 3000 (2004) presenta un personaje llamado Arthur Holmwood, aunque es una película de ciencia ficción/terror futurista y este Holmwood no pretende ser la misma persona.
- En el videojuego Drácula Unleashed, Holmwood es interpretado por Jay Nickerson.
- En la novela Anno Drácula por Kim Newman, a diferencia de los eventos que transcurren en la obra de Stoker, Drácula mata a Abraham Van Helsing y posteriormente conquista el Reino Unido, y Holmwood nuevamente es un personaje importante. Se ha convertido en un vampiro, y es un importante asesor de nuevo primer ministro, Lord Ruthven. En esta versión Holmwood, aparentemente amable y gentil, es realmente un megalomaniaco que espera utilizar sus nuevos poderes vampíricos para usurpar la posición de Ruthven y, finalmente, derrocar a Drácula mismo, mostrando poca preocupación incluso por las reglas de la sociedad vampírica. Finalmente muere en un enfrentamiento con el doctor Seward, el único superviviente humano de los cazadores de Van Helsing, cuando Seward se encuentra con Holmwood mientras mata a su última víctima (Seward se ha convertido en 'Jack el Destripador' en esta línea de tiempo).
- En A Betrayal in Blood de Mark A. Latham, Holmwood es retratado como un hombre destrozado después de la campaña contra Drácula, ahora confinado en su cama y cuidado por su nueva esposa. En el curso de su investigación, Sherlock Holmes se da cuenta de que Holmwood no solo es adoptado, sino que es el hijo biológico del Conde Drácula humano y la esposa de Van Helsing; Drácula vino a Inglaterra para investigar los rumores de que su hijo había sobrevivido, pero Van Helsing manipuló los eventos para que Holmwood percibiera a Drácula como un monstruo y lo matara para vengar su desaire pasado.
- La cuarta temporada de la serie de superhéroes Titanes presenta a un personaje llamado Arthur Holmwood (interpretado por Tim Post) que se hace pasar por el médico personal de Lex Luthor, pero en secreto es un asesino sobrenatural de la Iglesia de la Sangre. Usando una máscara de cuervo, mató mujeres y cosechó la sangre de los hombres en su vida. Esto duró hasta que fue incinerado durante su pelea con Raven.

## Miscelánea
Holmwood y Godalming son lugares ubicados en Surrey.